# Rukwatitan
Rukwatitan ("titán od jezera Rukwa") byl rod sauropodního dinosaura, žijícího v období přelomu spodní a svrchní křídy (stupeň alb až cenoman, asi před 100 miliony let) na území dnešní východní Afriky (stát Tanzanie). Patřil do nadčeledi Titanosauroidea a byl zřejmě příbuzný dalšímu africkému titanosaurovi rodu Malawisaurus. Fosilie tohoto sauropoda byly objeveny na skalní stěně u jezera Rukwa ve stejnojmenném údolí a vědecky je popsal tým paleontologů v roce 2014.
Příbuzným rodem byl například argentinský Rocasaurus, formálně popsaný v roce 2000.

## Velikost
Rukwatitan patřil k menším titanosaurním sauropodům, protože jeho délka dosahovala jen zhruba 9 metrů. Délka jeho předních končetin pak činila asi 2 metry. Na poměry současných živočichů šlo o poměrně velkého tvora, ve srovnání s obřími rody sauropodních dinosaurů, jako byl například Argentinosaurus, byl však Rukwatitan drobný.